# Müllenbach (Marienheide)
Müllenbach ist ein Ortsteil der Gemeinde Marienheide im Oberbergischen Kreis in Nordrhein-Westfalen. Müllenbach ist der größte Nebenort in der Gemeinde und liegt etwa fünf Kilometer östlich des Gemeindezentrums.

## Geschichte
Müllenbach hat eine lange Geschichte. Grabungen belegen, dass es bereits im 9. Jahrhundert südwestlich des späteren Ortskerns eine Besiedelung gab. Damit ist Müllenbach wesentlich älter und noch bis ins 19. Jahrhundert größer als der Hauptort Marienheide. Unter dem Namen „Mulenbeke“ ist der Ort jedoch erstmals im Jahr 1174 erwähnt, als von einer Abgabe des Zehnten – also einer Zinsabgabe – an den „Vogt Engelbert von Berg“ die Rede ist. Über 300 Jahre lang waren die Ritter und Junker von Möllenbick im „Müllenbacher Burghaus“ ansässig. Die Bezeichnung „Mühlenbach“ erscheint 1841. In einer Karte der Herrschaft Gimborn-Neustadt findet man dann später die heutige Schreibweise „Müllenbach“. Noch heute deuten alte Flurbezeichnungen, wie der „Moellenbicker Weg“, auf die große Historie des Ortes hin.
Die Grafschaften waren früher unterteilt in „Bauerschaften“ und „Kirchspiele“. Zum Kirchspiel Müllenbach zählten unter anderem die Bauerschaften Obermüllenbach, Niedermüllenbach und das Rittergut Gervershagen. Von um das Jahr 1100 an war Müllenbach der Kirchspielhauptort. Die alten Verfassungen wurden Anfang des 19. Jahrhunderts durch Napoleon aufgelöst, der 1808 neue Verwaltungseinheiten bestimmte. Der neue Name lautete „Mairie Marienheide“, und der damalige Gemeindevorsteher trug die Bezeichnung „Maire“. Fortan gab es eine örtliche Bindung nach Marienheide.
Im 19. Jahrhundert war Müllenbach vor allem durch seine Steinbrüche bekannt.
Innerhalb des historischen Ortskernes ist viel historische Bausubstanz aus dem 17., 18. und 19. Jahrhundert erhalten, die sich z. T. in den zahlreichen denkmalgeschützten Bruchsteingebäuden widerspiegelt.

## Sehenswürdigkeiten
- Evangelische Kirche, eine Wehrkirche

Die romanische Pfeilerbasilika aus geschlämmtem Bruchstein wurde Ende des 12. Jahrhunderts gebaut, hat vermutlich jedoch ältere Vorgänger. Erstmals erwähnt wird sie 1174 im Heberegister des Kölner Stiftes St. Severin. Die Evangelische Kirche Müllenbach ist in ihrer westfälisch-sächsischen Bauart eine Wehrkirche alter Art, in der die Menschen aus dem Dorf und der Umgebung bei Not und kriegerischen Ereignissen Zuflucht suchten. Im 15. Jahrhundert wurden Erneuerungen der Ostteile im gotischen Stil vorgenommen. Die vermutlich bereits vor 1580 reformierte Kirche in Müllenbach wird im Dialekt „Bunte Kerke“ genannt und ist eine von insgesamt fünf „Bunten Kirchen“, die ihren Namen den mittelalterlichen bunten Wand- und Deckenmalereien verdanken. Neben Müllenbach sind weitere Bunte Kirchen in Wiedenest, Marienhagen, Marienberghausen sowie Lieberhausen zu finden. 1913/14 wurden im Langhaus Reste einer spätgotischen Raumausmalung und im Querhaus und Chor Reste spätgotischer Wandmalereien aufgedeckt. Bis auf den Apostelzyklus im Chor und den Rest einer Darstellung der Stigmatisierung des heiligen Franz von Assisi im südlichen Querschiffarm wurden alle Wandmalereien 1955 übertüncht. Der achteckige Taufstein stammt aus der Mitte des 13. Jahrhunderts und ist aus Drachenfelstrachyt gefertigt, der erst in mühsame Transportarbeit aus Königswinter am Rhein herbeigeschafft werden musste. Eine weitere Kostbarkeit ist die immer noch in Funktion befindliche Zuckerhutglocke der Kirche. Ihr Name leitet sich aus der besonderen Form her. Sie wurde 1050 gegossen, ist also älter als die Wehrkirche selbst und entstammt vermutlich noch dem hölzernen Kapellen-Vorgängerbau an der Straße nach Gervershagen. Sie ist die älteste Glocke im Oberbergischen.
Auf dem Kirchhof, der von einer Bruchsteinmauer umgeben ist, finden sich Grabsteine aus Sandstein, die in das 17.–19. Jahrhundert datieren.
- Heimatmuseum Haus der Geschichten (wurde mittlerweile aufgelöst)
- Der mit 18 Metern größte Weihnachtsbaum im Oberbergischen Kreis leuchtet in der Zeit zwischen dem 1. Advent und Silvester im Ortszentrum, gemeinläufig „Lunapark“. Die Ortsgemeinschaft unter Federführung des Gemeinnützigen Vereins schmückt die rund 100 Jahre alte Zypresse mit 300 Glühbirnen.

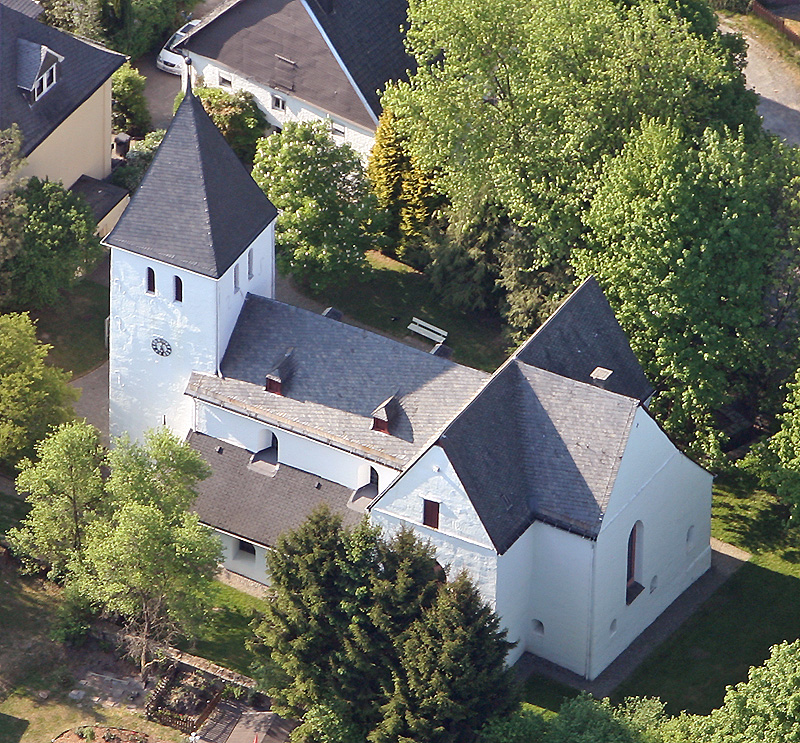
Wehrkirche aus der Vogelperspektive
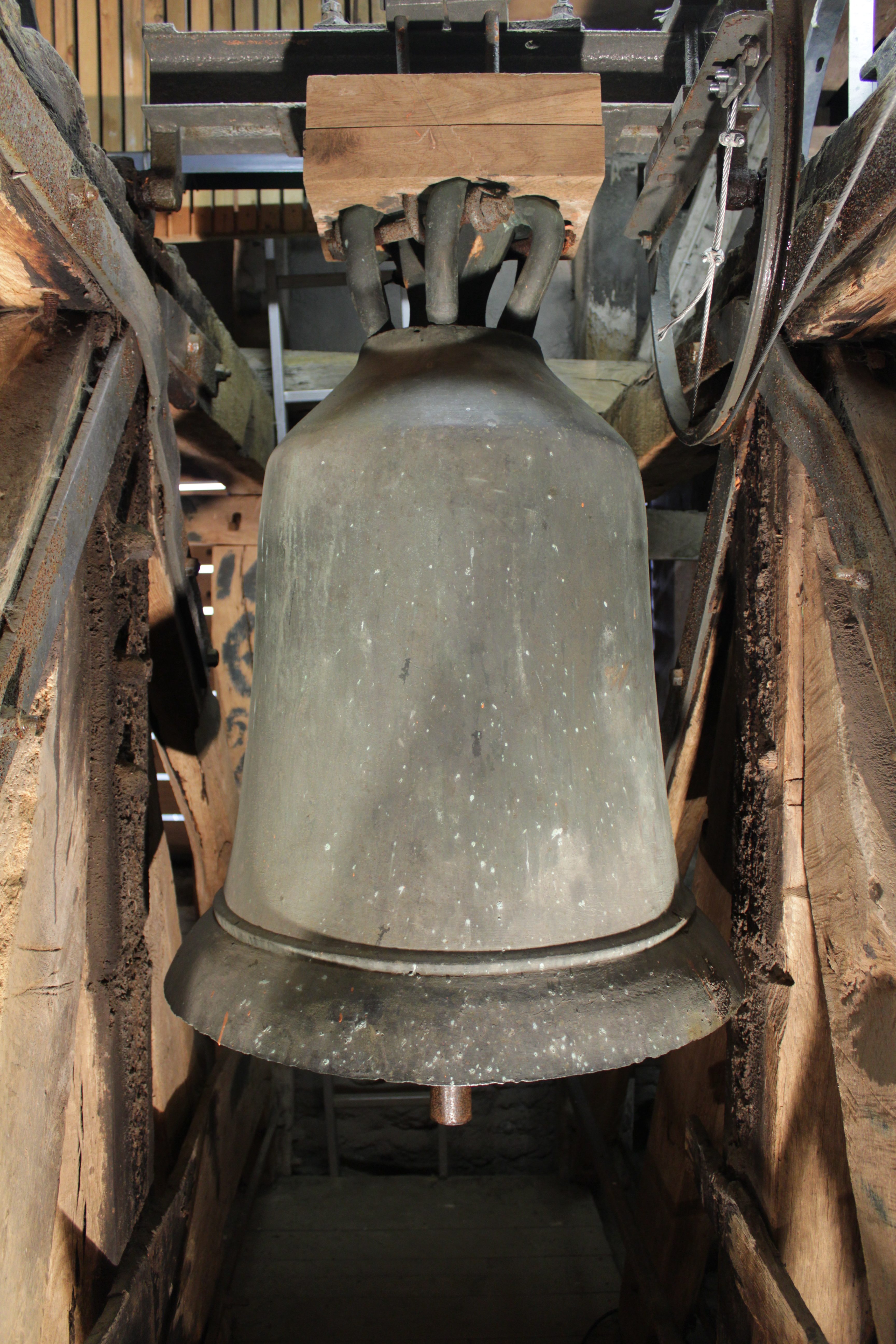
Zuckerhut-Glocke (1050)
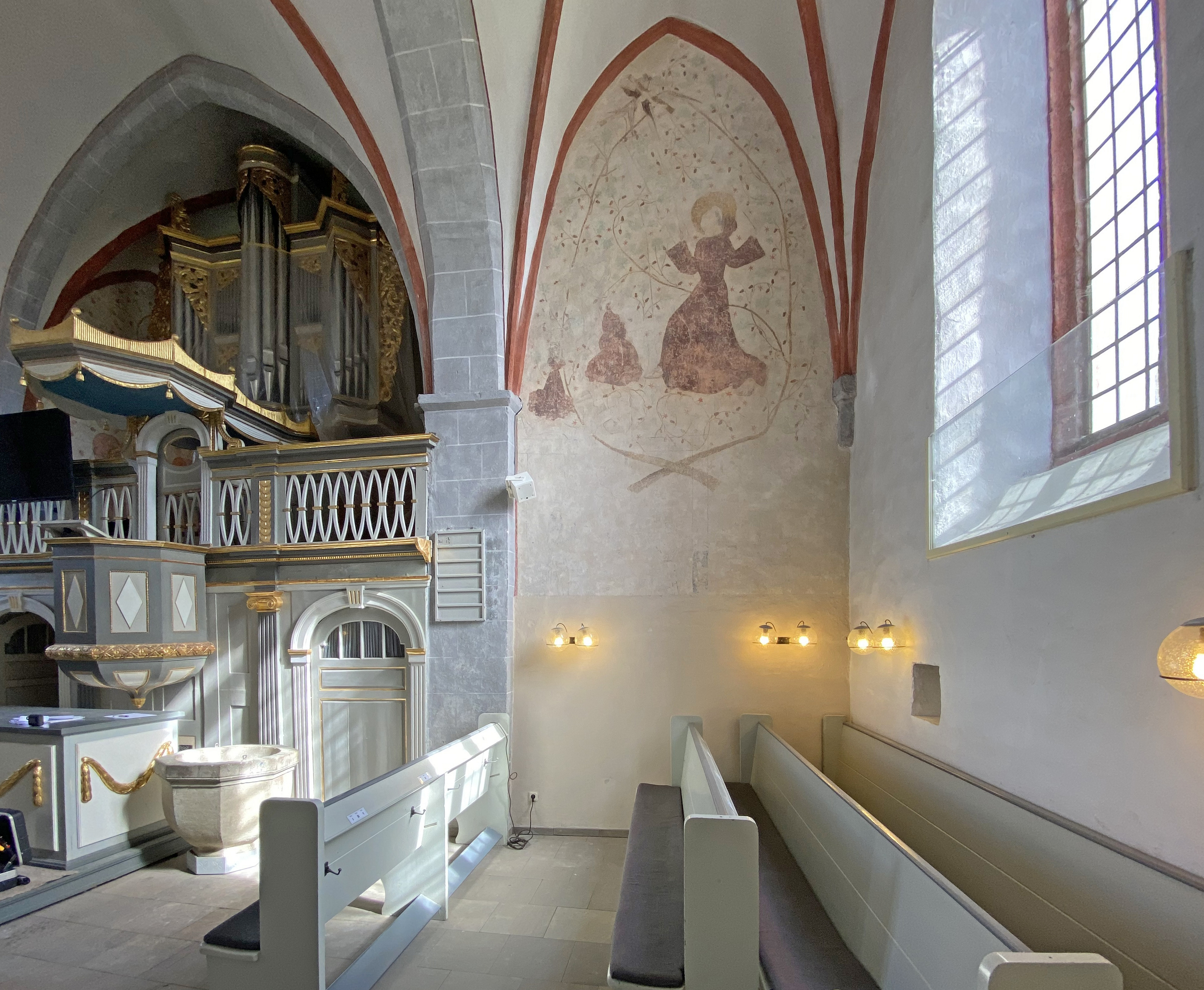
Blick vom Seitenschiff auf Kanzel, Orgel, Taufstein, Fresco
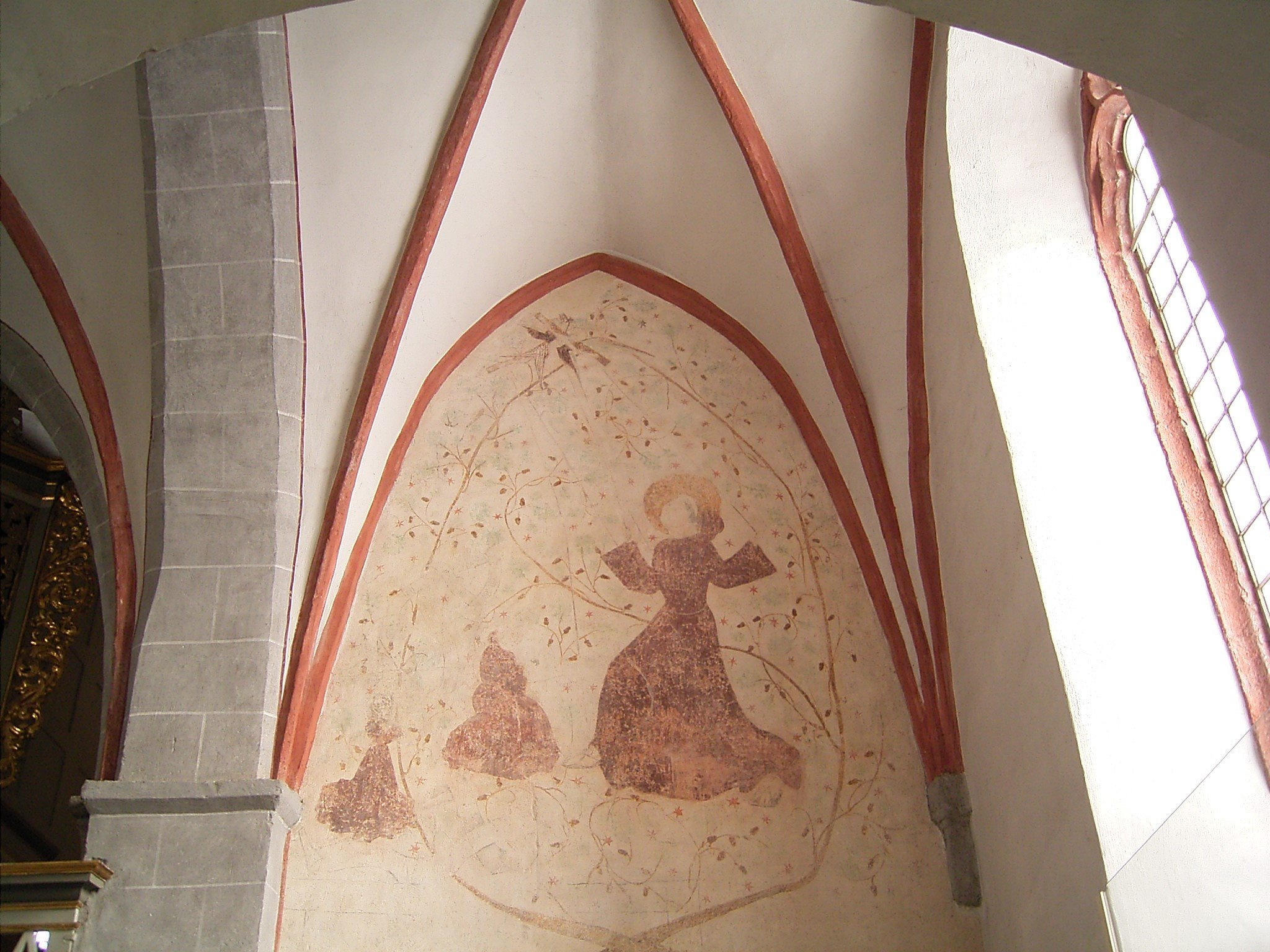
Fresco zu hl. Franz von Assisi
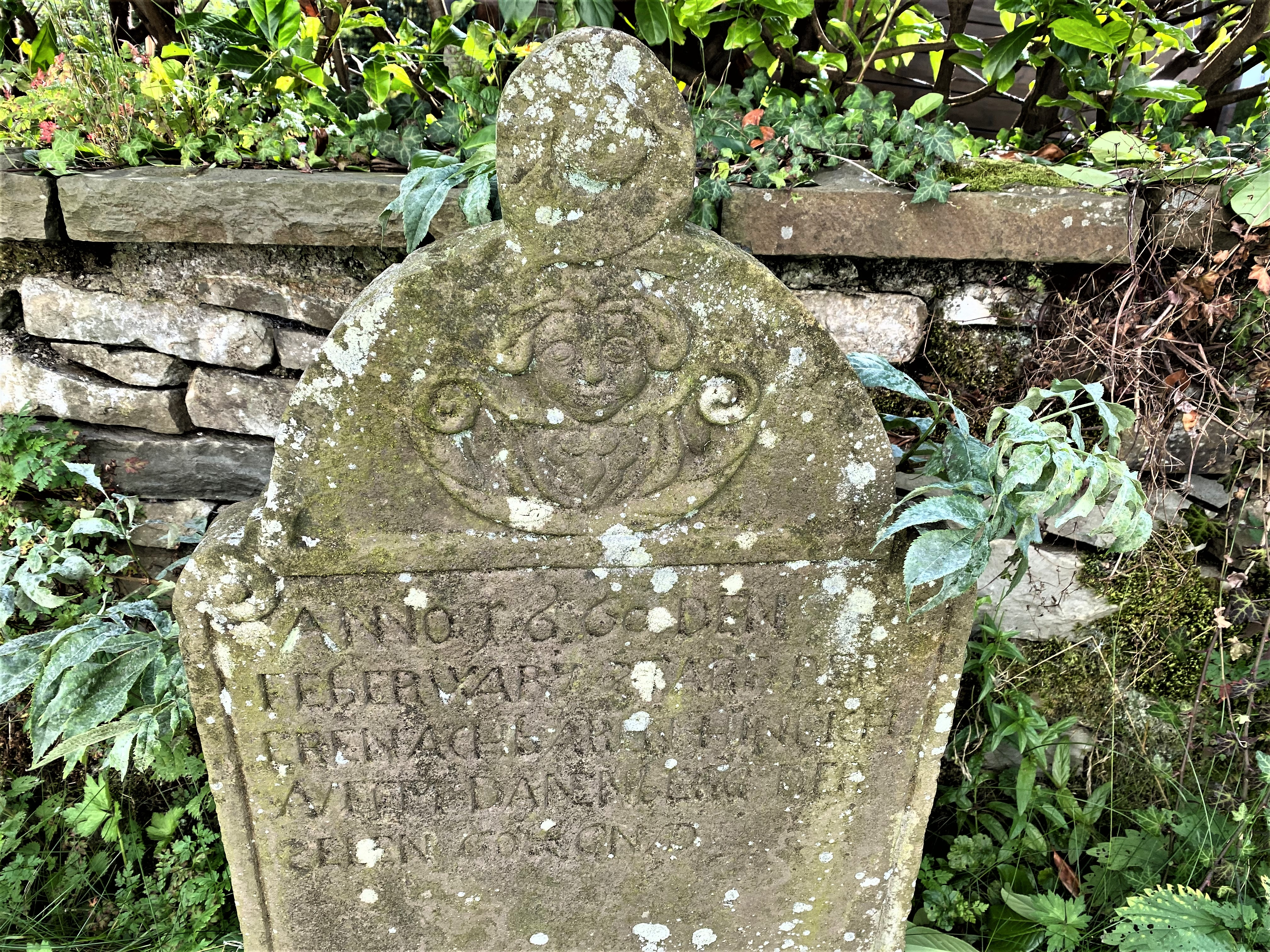
Historischer Grabstein an der Wehrkirche
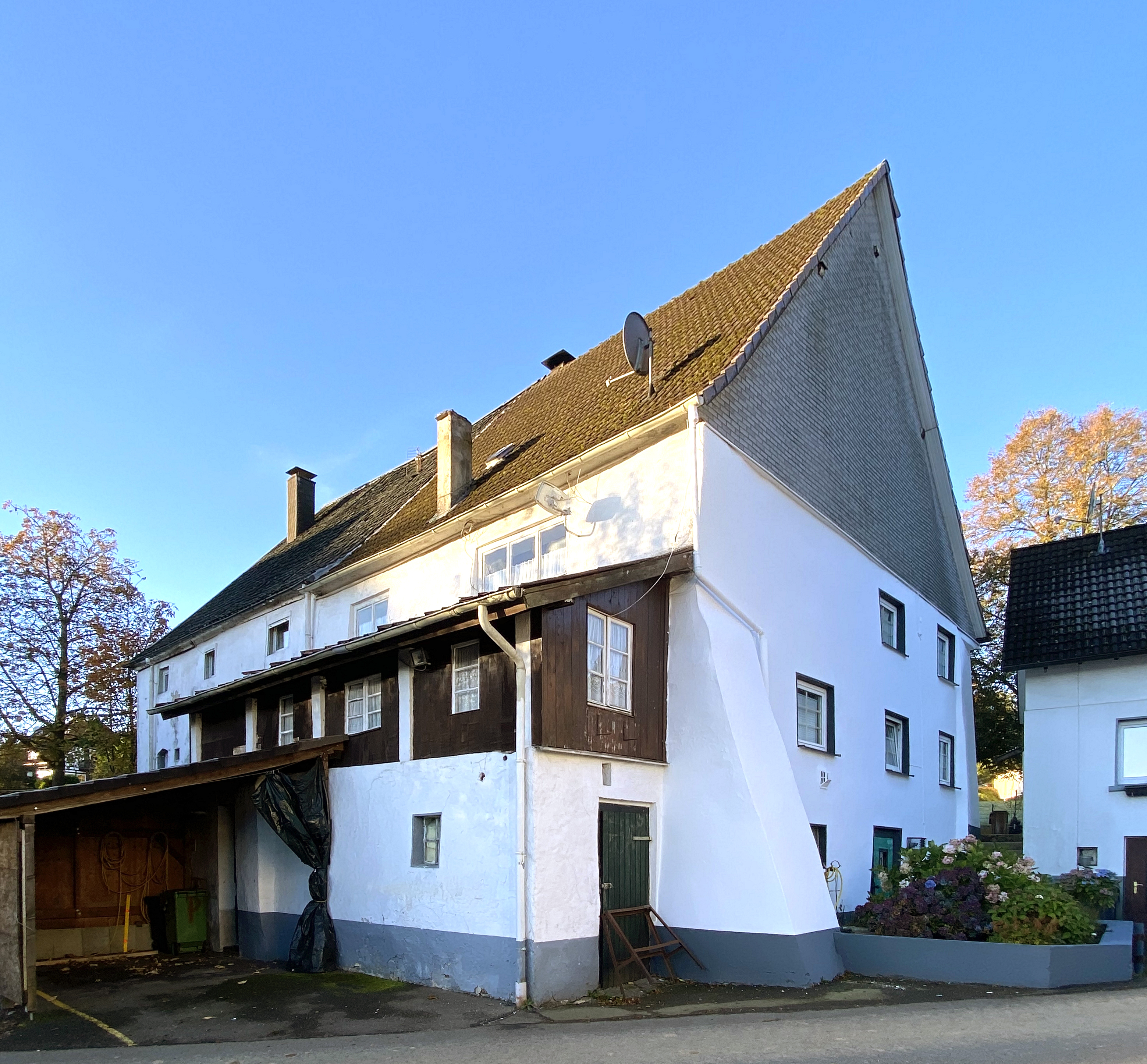
Baudenkmal Kirchstr. 6/8
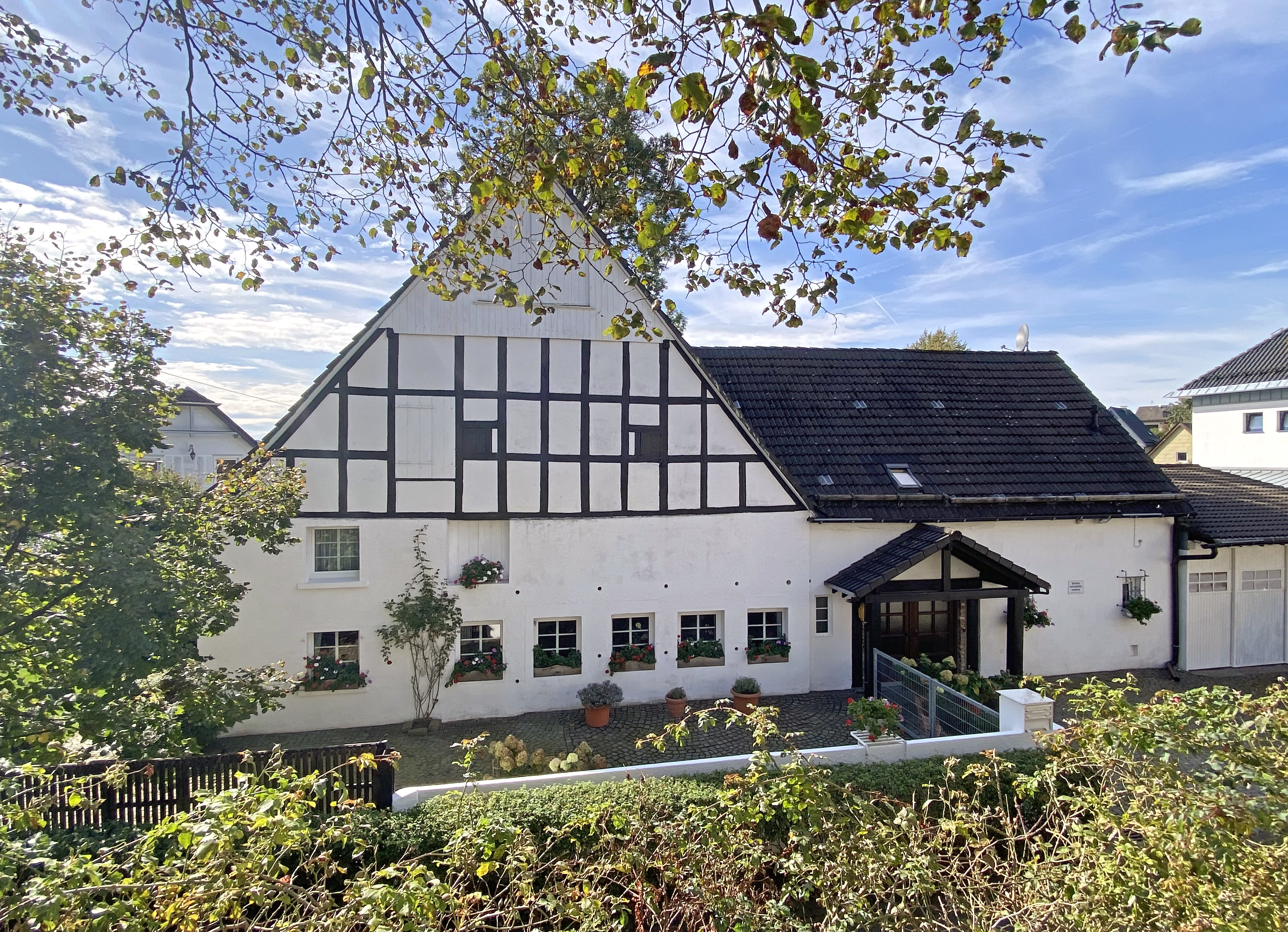
Baudenkmal Möllenbicker Weg 4/6
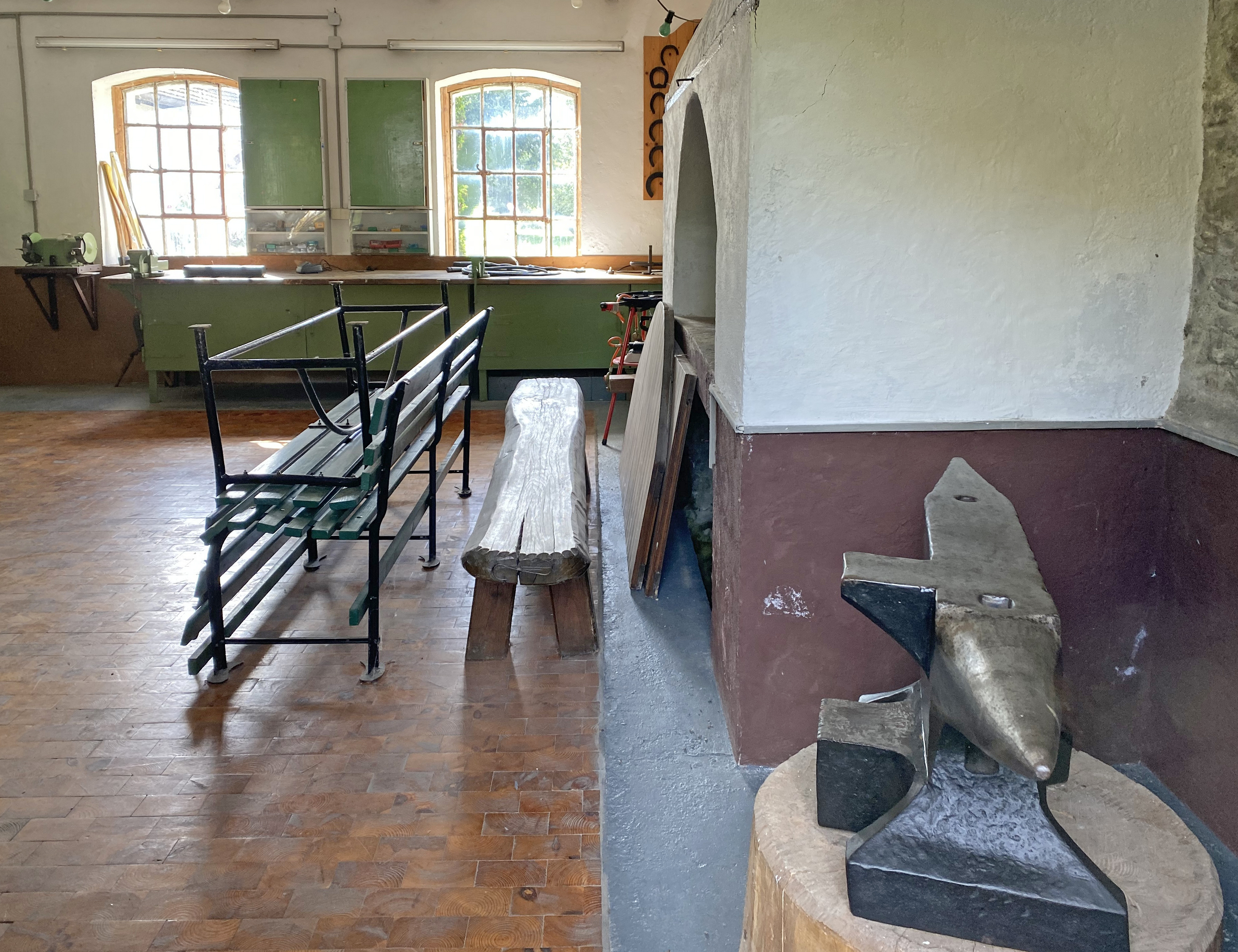
Baudenkmal Schmiede Schemmer Str. 5
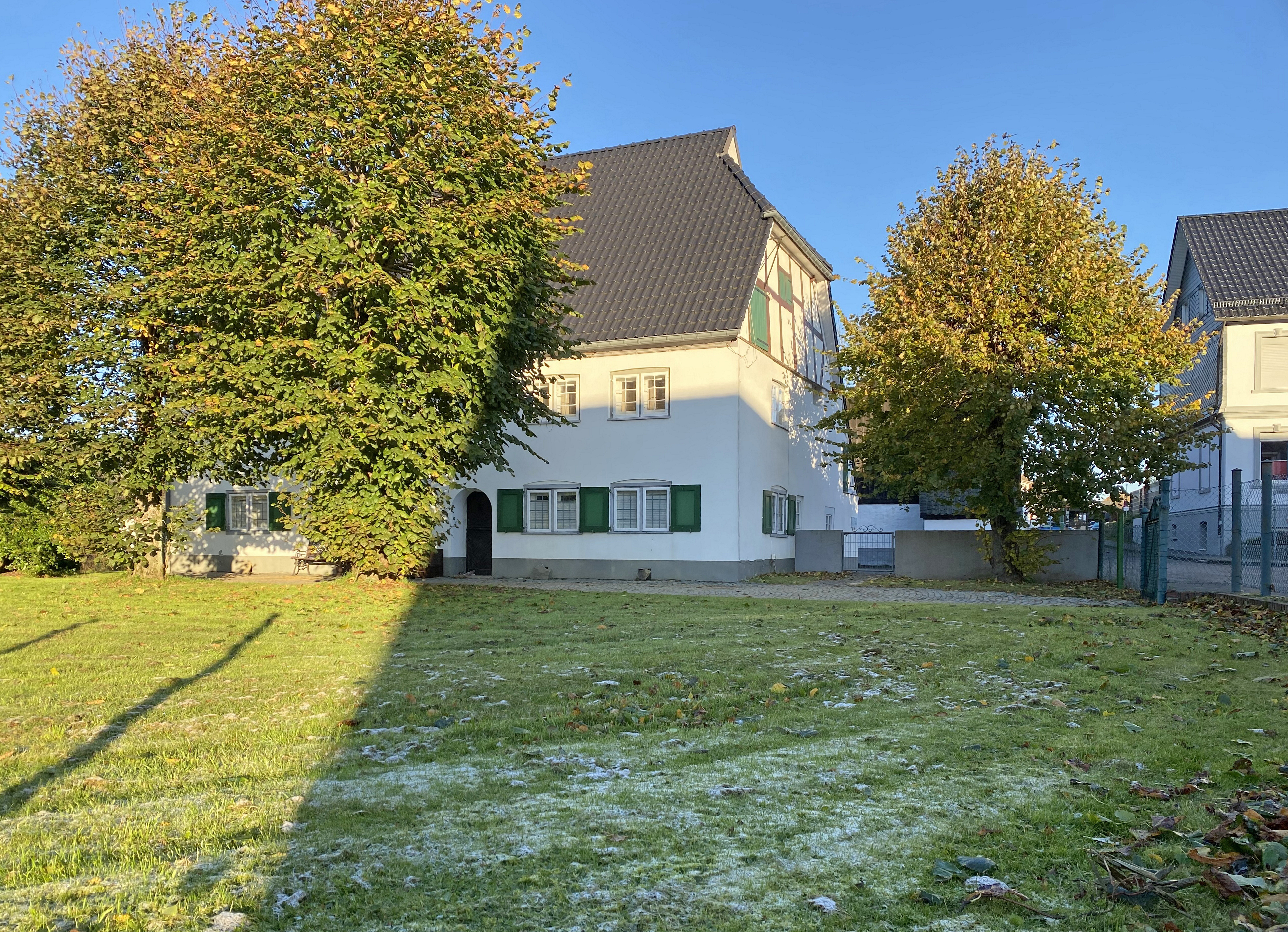
Baudenkmal Gervershagener Str. 3
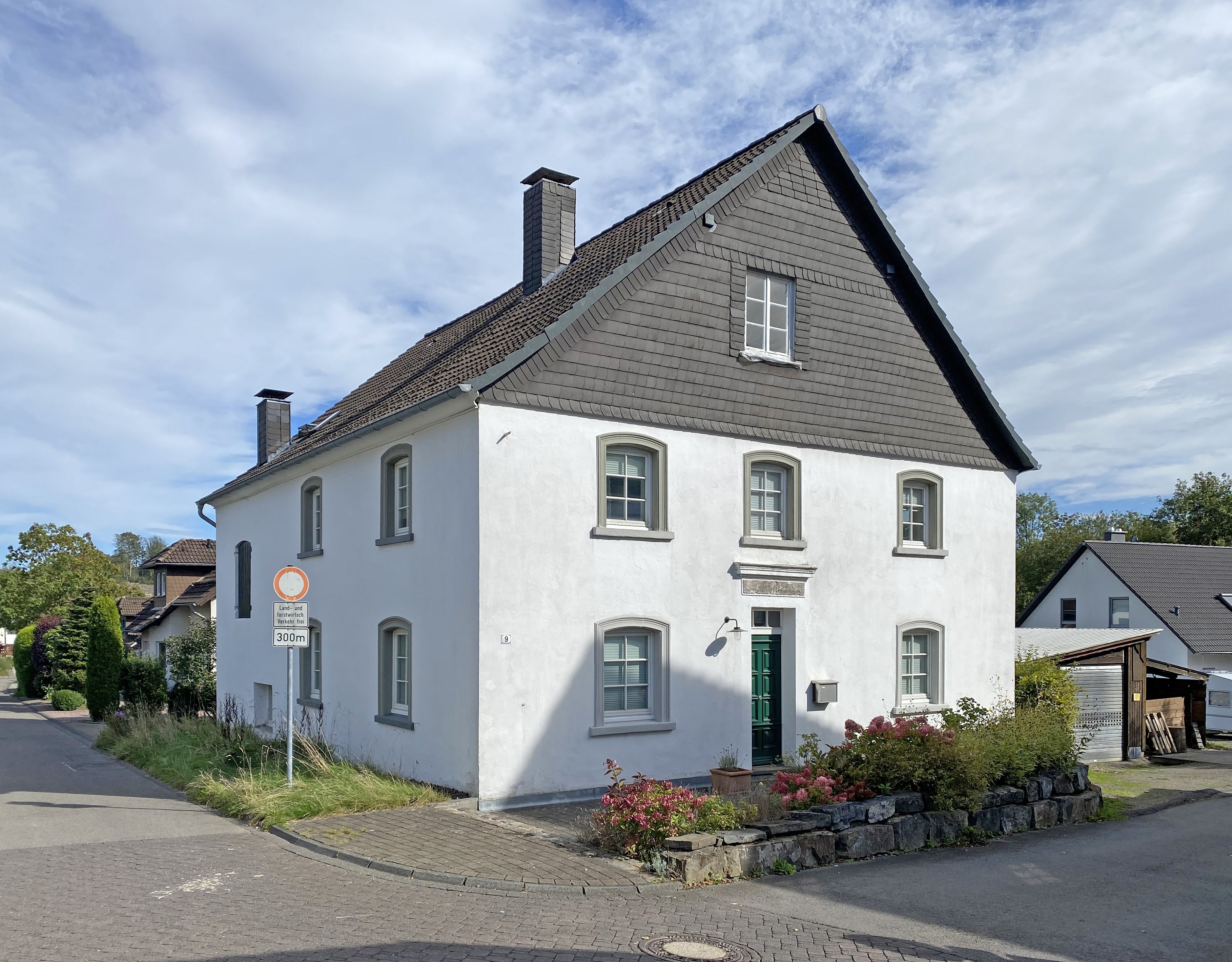
Baudenkmal Am Markt 9
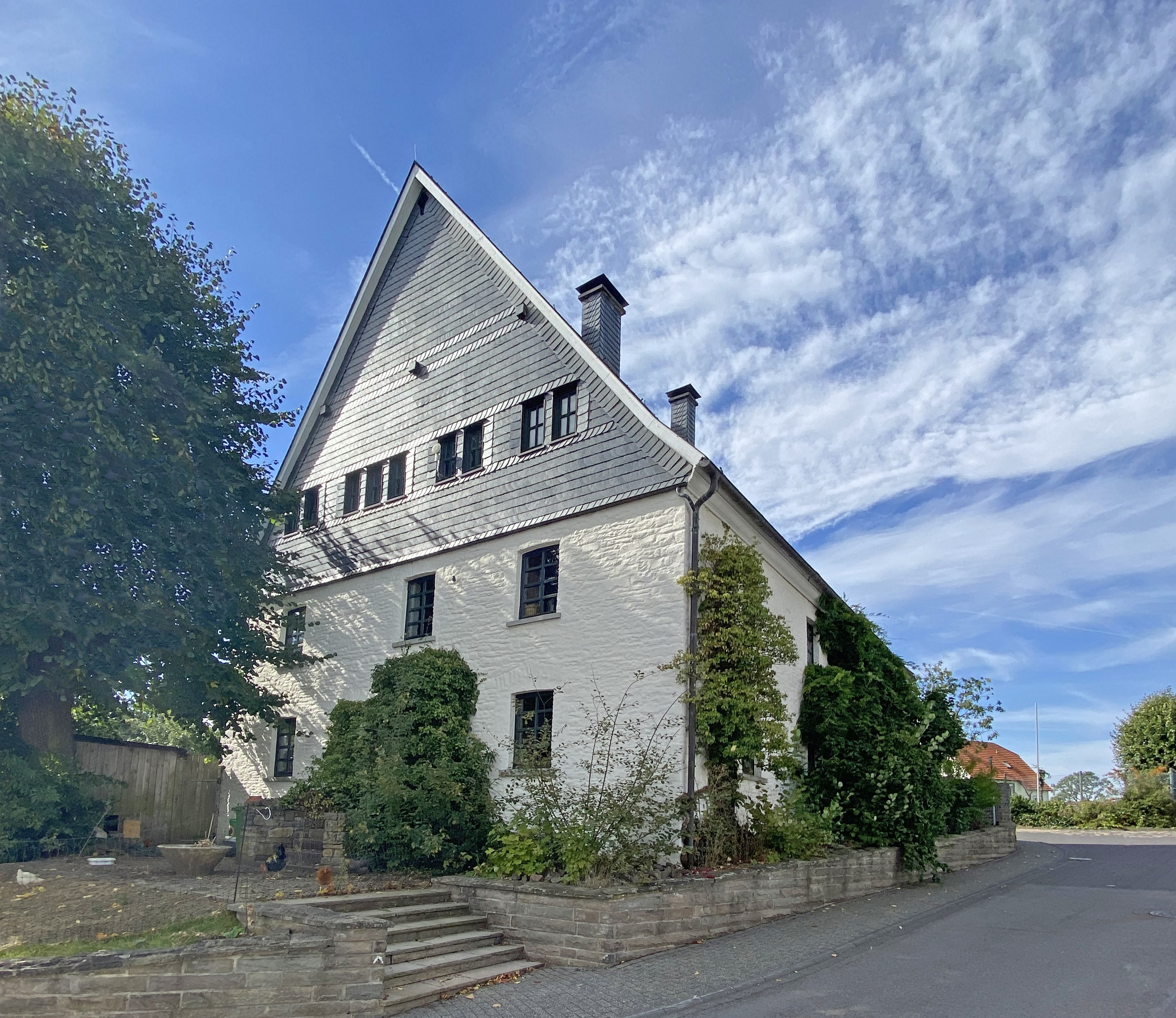
Baudenkmal Am Markt 2/Gervershagener Str. 4
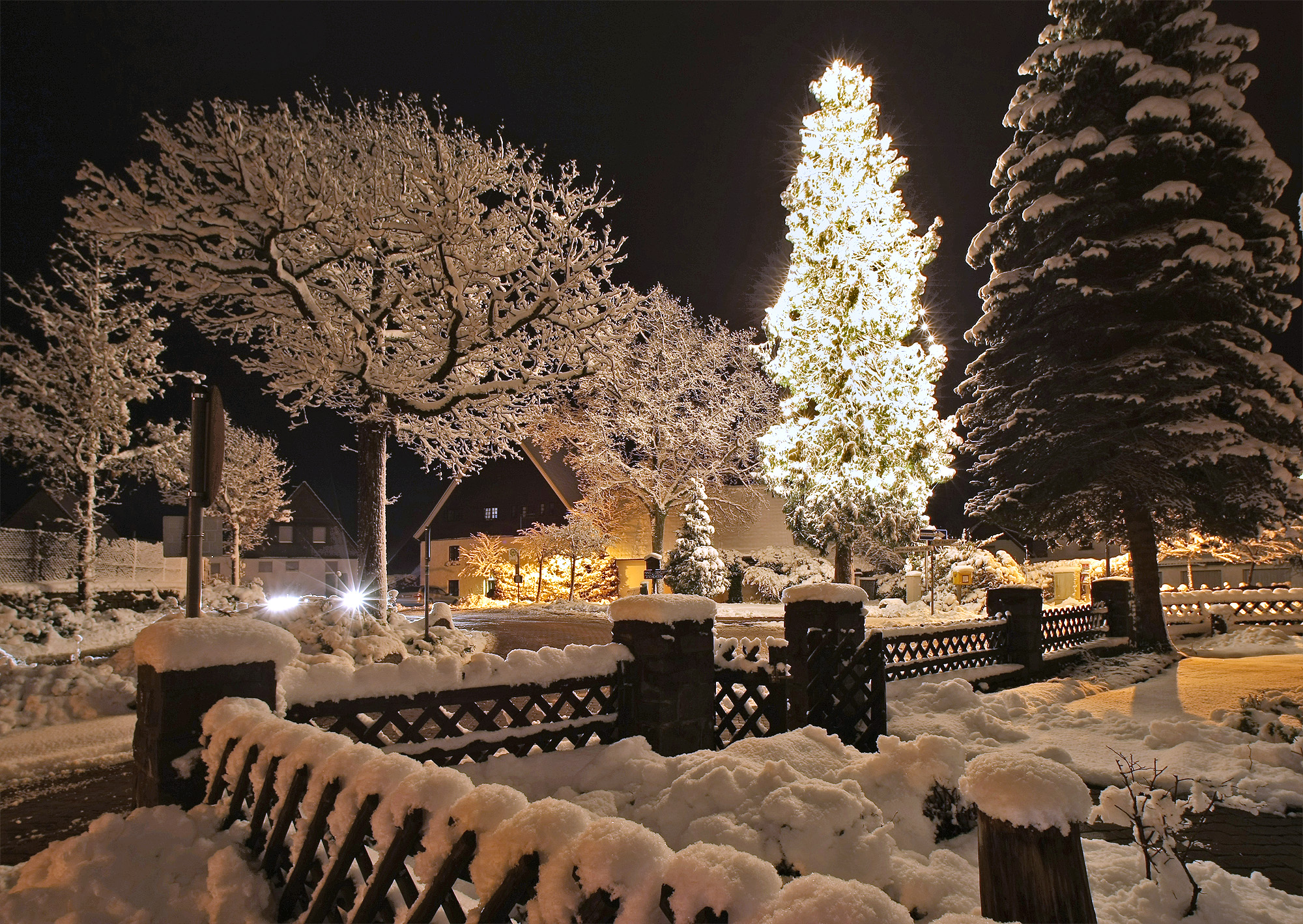
Weihnachtsbaum

## Kirchliche Einrichtungen
- Ev. Kirchengemeinde Müllenbach

## Schule
- Gemeinschaftsgrundschule Müllenbach

## Freizeit

### Wander- und Radwege
Durch Müllenbach führen folgende Rundwanderwege.
| Rund-/Wanderweg | Wegzeichen | Wegstrecke | Weglänge |
| Rundwanderweg   | A3         | Müllenbach – Obernhagen – nordwestlich Gummersbach-Unnenberg – Aussichtsturm Unnenberg – Forst Hardt – Müllenbach | 11,5 km  |
| Rundwanderweg   | A4         | Müllenbach – Dahl – Müllenbach                                                                                    | 2,1 km   |

## Öffentlicher Nahverkehr
Im Ort gibt es vier Bushaltestellen „Müllenbach“, dort verkehren die Linie 336 nach Gummersbach oder über Wipperfürth nach Remscheid-Lennep sowie die Linie 320 nach Meinerzhagen.

## Söhne und Töchter der Stadt
- Hugo Oelbermann (1832–1898), Dichter und Redakteur